# Aquilegia vulgaris

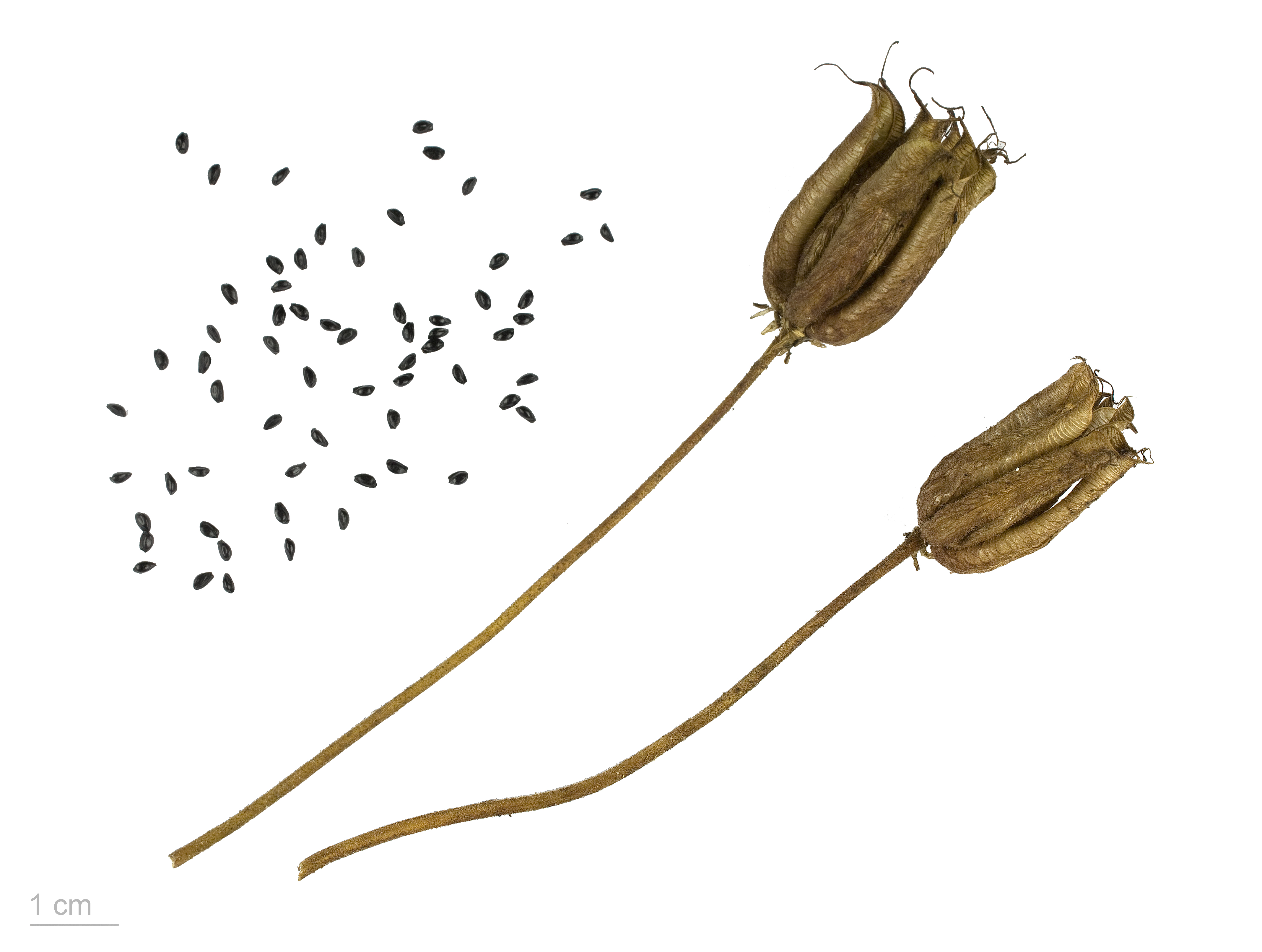
Semi di Aquilegia vulgaris

Aquilegia vulgaris (L., 1753), comunemente nota come aquilegia, aquilegia comune o amor nascosto, è una pianta appartenente alla famiglia delle Ranunculaceae, originaria dell'Europa.

## Etimologia
L'origine del nome del genere (aquilegia) non è chiaro. Potrebbe derivare da Aquilegium (cisterna) o Acquam legere (raccoglitore d'acqua) per la forma particolare che ha la foglia nel raccogliere l'acqua piovana; come anche da aquilina (piccola aquila) a somiglianza dei rostri dell'aquila. Resta comunque il fatto che il primo ad usare tale nome sia stato il Tragus (altro botanico del 1600), e quindi il Tournefort (Joseph Pitton de Tournefort 1656 - 1708, botanico francese) e definitivamente Linneo che nel 1735 sistemò il genere nella sua Polyandria pentagyna. 
L'epiteto specifico vulgaris deriva dal latino e significa "comune", ad indicare l'ampia diffusione di questa specie.

## Descrizione
È una pianta erbacea perenne che raggiunge 1,2 m di altezza. Fusto eretto, glabro o pubescente ramificato; foglie basali peduncolate suddivise in tre elementi a forma di ventaglio con lobi arrotondati; foglie cauline progressivamente ridotte, le superiori costituite da tre elementi lanceolati. Fiori azzurro-violetti penduli grandi, con speroni ritorti ad uncino. Sepali simili ai petali e una corolla di 5 petali. al centro della corolla spunta un ciuffetto di antere di colore giallo vivace, sorrette da filamenti allungati.

## Distribuzione e habitat
Pianta comune, fiorisce da Giugno ad Agosto nelle radure ed ai margini dei boschi da 600 a 1800 m.

## Riferimenti nella cultura
Nell'erboristeria tradizionale, l'Aquilegia era considerata sacra a Venere, poiché si credeva che un mazzetto avrebbe suscitato l'affetto di una persona cara. Nicholas Culpeper la raccomandava per alleviare i dolori del parto. Nella moderna erboristeria è utilizzata come astringente e diuretico.
Varie parti della pianta sono state usate in passato contro la diarrea, per aumentare la sudorazione, per aiutare durante il parto e per alleviare i reumatismi.
L'aquilegia venne rappresentata nei suoi quadri da Leonardo da Vinci con significati simbolici in quanto era considerata una pianta androgina.

## Galleria d'immagini

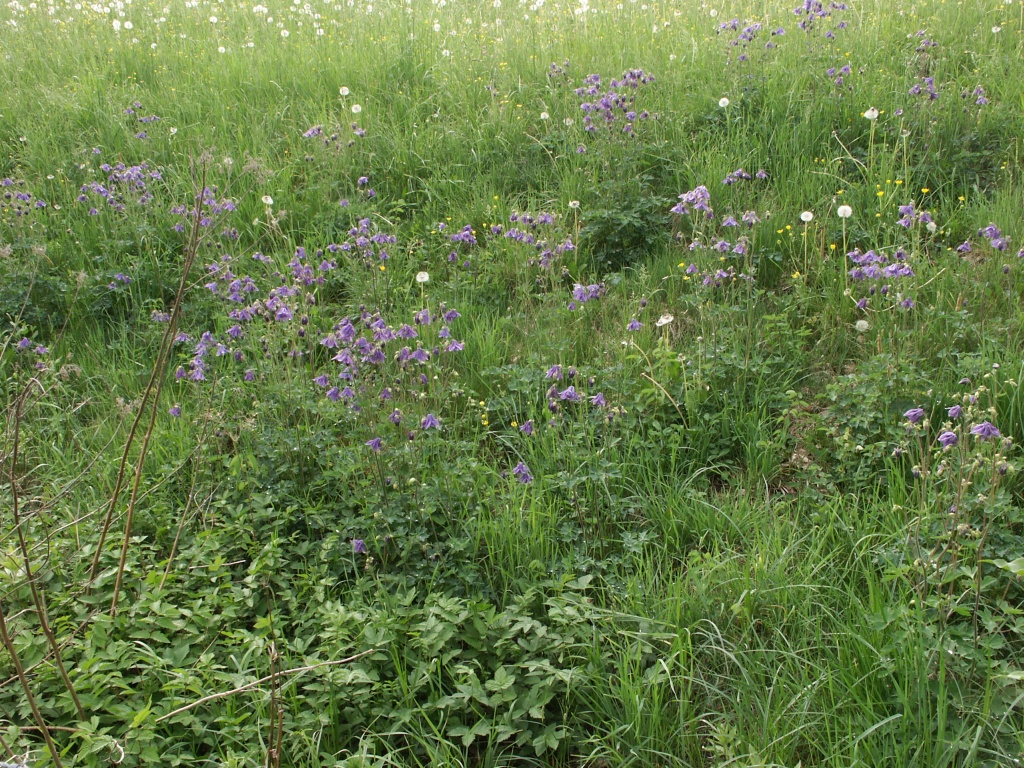
Piante di Aquilegia vulgaris nel loro ambiente naturale.
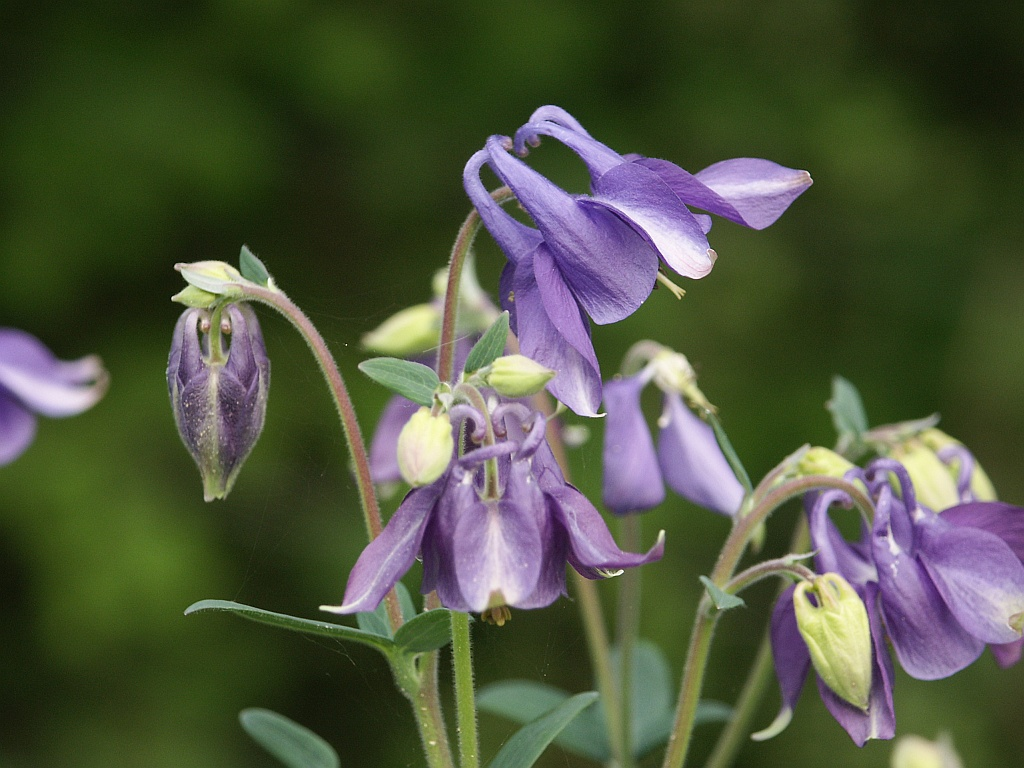
Fiori di Aquilegia vulgaris.
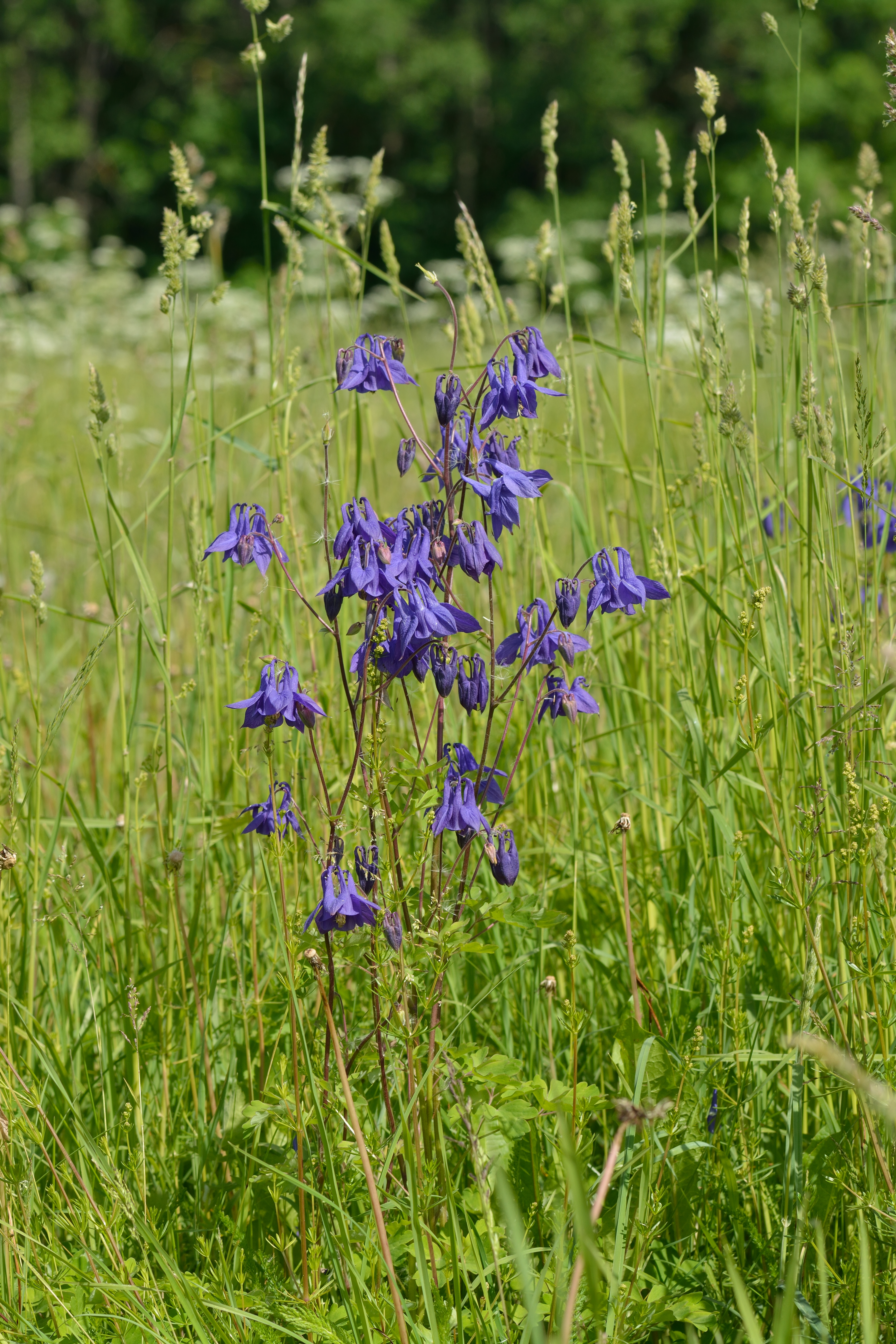
Aquilegia vulgaris in ambiente naturale.